# Адам I де Брюс
Адам I де Брюс (англ. Adam de Brus; умер около 1143) — феодальный барон Скелтона (ныне Скелтон-ин-Кливленд) с 1142 года, старший сын Роберта I де Брюса, 1-го барона Аннандейла, от брака с Агнес, основатель скелтонской ветви рода Брюсов. Как и отец, Адам принимал участие в битве штандартов в армии английского короля Стефана Блуаского. После смерти отца Адам договорился с младшим братом Робертом II, который уже владел Аннандейлом в Юго-Западной Шотландии, о разделе английских владений рода. Сам он стал основным наследником, получив большую часть поместий в Йоркшире с центром в замке Скелтон, тогда как Роберт получил несколько поместий в Йоркшире и Хартнессе в качестве арендатора старшего брата.
Во время гражданской войны между Стефаном Блуаским и императрицей Матильдой владения Адама сильно пострадали. Его ранняя смерть негативно отразились на положении Брюсов в регионе, поскольку опекуном его малолетнего сына Адама II стал амбициозный Вильгельм Омальский, граф Йорка и барон Холдернесса, который всячески старался увеличить свою власть в регионе за счёт более мелких баронов, в результате чего его считали «истинным королём за пределами Хамбера».

## Происхождение
Роберт происходил из рода Брюсов, который имел нормандские корни. Родоначальником данного рода долгое время считался нормандец Роберт де Брюс, который якобы участвовал в битве при Гастингсе, после чего получил владения в Англии, но в настоящее время эта версия подвергнута сомнению. Первым достоверно известным предком династии сейчас считается Роберт I де Брюс, который происходил из Брикса (к югу от Шербура), где был союзником будущего короля Генриха I, который, получив английскую корону, даровал Роберту обширные владения в Йоркшире: сначала 80 поместий, которые в основном были сосредоточены в уэпентейке Кларо, а позже ещё 30 поместий около Скелтона. В дальнейшем владения ещё увеличились за счёт пожалования поместий в Харте и Хартнессе (графство Дарем). Также Роберт был хорошо знаком с будущим шотландским королём Давидом I, который, получив корону, даровал Роберту Аннандейл в Шотландии.
О жене Роберта I, Агнессе,  мало что известно кроме имени, которое упоминается вместе с именем мужа в хартиях о дарениях, сделанных монастырям в Гисборо, Йорке и Уитби. Кроме того известно, что она передала собственное поместье Карлтон в Камблесфорте монастырю Гисборо. Последнее дарение дало основание некоторым исследователям считать её дочерью Ральфа Пейнела, которому принадлежал Камблесфорт, однако эту догадку опроверг Уильям Фаррер. Сам он поначалу придерживался версии, что Агнесс была дочерью Джеффри Байнарда, шерифа Йоркшира, хотя в итоге от неё отказался, выдвинув другую теорию, по которой Агнесса была наследницей Ричарда де Сурдеваля. Эта версия происхождения жены Роберта поддерживается рядом исследователей и основана на том факте, что в хартии о дарении монастырю Гисборо поместий, ранее принадлежавших Сурдевалю, имя Агнессы связано не только с именем мужа, но и сына Адама, который назван «наш наследник», что, по мнению Рут Блэкели, может указывать на тот факт, что они принадлежали именно Агнессе.
От брака Роберта I и Агнес родилось двое сыновей: старший, Адам, и младший, Роберт II, ставший родоначальником шотландской ветви Брюсов.

## Биография
Точный год рождения Адама неизвестен. Хотя Элред Ривоский указывает, что во время битвы штандартов (1138 год) тот был несовершеннолетним, историк Рут Блекели считает, что в момент битвы Адаму было около 30 лет. Впервые Адам упоминается в 1118 году, когда засвидетельствовал минимум одну отцовскую хартию. Также его имя присутствует на нескольких хартиях, связанных с основанием около 1119 года монастыря Гисборо.
В 1135 году умер английский король Генрих I. Его смерть положила конец дружеским отношениям между правителями Англии и Шотландии и радикально изменила ситуацию в англо-шотландском пограничье. Роберт I де Брюс, отец Адама, одновременно был вассалом и английского короля, и короля Шотландии Давида I. Воцарение Стефана Блуаского стало серьёзным испытанием для его двойной лояльности. Хотя Роберт I в числе других английских баронов приносил присягу дочери Генриха I, императрице Матильде, после его смерти он, как большинство других английских магнатов, признал королём Стефана Блуаского.
Хотя первоначально Давид I де-факто был вынужден признать Стефана королём Англии, уже в 1137 году разорвал с ним отношения, стремясь возобновить свои претензии на северные английские графства. Официально он якобы поддержал претензии на английский престол своей племянницы Матильды, дочери Генриха I, которой в своё время приносил клятву верности. В августе 1138 года его армия вторглась в Северную Англию, добравшись до Норталлертона, где их встретила английская армия Стефана. И в этот момент Роберту пришлось делать выбор: кому из двух королей сохранить верность.
Брюс был не единственным бароном, оказавшимся перед таким выбором: кто-то принял сторону Стефана, кто-то Давида. Однако, по словам Элреда Ривоского, выбор Роберта был самым драматичным. Именно Роберт был послан к шотландскому королю, чтобы убедить его уступить. Брюс произнёс проникновенную речь, текст которой приводит Элред Ривоский, напоминая Давиду о том, что он прежде зависел от англичан и нормандцев. Хотя шотландский король был тронут, но Уильям Фиц-Дункан обвинил Брюса в измене, уговорив Давида сражаться. Тогда Роберт формально нарушил свою клятву верности королю, «разорвал цепь верности», что произвело на современников большое впечатление, и уехал обратно к английскому королю. Судя по всему, Роберт, которому в то время, вероятно, было почти 70 лет, оставался последним из того авангарда нормандских баронов, которые помогали Давиду в Юго-Западной Шотландии в начале XII века, а также был близким товарищем молодого принца.
В начавшейся после этого битве, которая вошла в историю под названием «битвы штандартов», закончившейся поражением шотландской армии, Роберт сражался на стороне короля Стефана. На стороне англичан сражался и его старший сын Адам, в то время как второй сын, Роберт II, выбрал сторону шотландского короля. При этом семья Брюсов была не единственной, разделённой этим конфликтом.
Хотя после второго Даремского договора (1139 год) отношения Роберта I с Давидом I нормализовались, он лишился Аннандейла, который шотландский король передал Роберту II, младшему брату Адама. Роберт I умер в 1142 году, после чего его английские владения были разделены между его сыновьями. Адам получил большую часть Йоркширских поместий отца, а Роберт II — несколько поместий в Йоркшире и Хартнесс. Также Адам, судя по всему, унаследовал владения Брюсов в Нормандии, поскольку через 2 года после смерти отца старший Брюс подтвердил дарение церквей и часовен, связанных с находящимся в его родовых владения монастырём Ла Люмьер, аббатству Сен-Совер-де-Виконт. Это время в Котантене было неспокойным: Жоффруа Анжуйский захватил Авранш и Шербур, став хозяином региона, поэтому монахи были озабочены своей безопасностью, особенно если прав Питуа, по мнению которого владения Брюсов в Нормандии в это время оказались под управлением несовершеннолетнего родственника Адама. Первым свидетелем хартии указан Роберт II де Брюс. Ещё двое свидетелей были нормандцами, имевшими владения в Йоркшире, поэтому неясно, ездили братья в Нормандию, чтобы засвидетельствовать хартию, или она была привезена к ним в Англию.
Непродолжительное время, когда Адам управлял Скелтоном, было достаточно тревожным: в Англии шла война за престол между Стефаном Блуаским и императрицей Матильдой. После победы в 1141 году армии Матильды в битве при Линкольне инициатива на некоторое время перешла к ней, но её слишком властное отношение к англичанам оттолкнуло от неё потенциальных сторонников. В итоге в 1142 году Англия фактически разделилась на 2 части: Матильда контролировала юго-запад, а Стефан — восток королевства. В то же время шотландский король Давид I, который показал себя более способным правителем, чем претенденты на английский трон, устранился от открытого участия в делах племянницы, занявшись укреплением своего и без того сильного положения в Северной Англии. В этой ситуации братья договорились о разделе английских владений отца. Основным наследником стал Адам, но Роберт II, который уже владел Аннандейлом в Юго-западной Шотландии, получил поместья размером в 15 рыцарских фьефов в Йоркшире и Хартнессе в качестве арендатора старшего брата. Передача Роберту Хартнесса была связана с текущей с политической ситуацией в регионе к северу от Тиса, когда обоим братьям было целесообразно иметь интересы в этой области, контроль над которой оспаривали оба королевства.
Вероятно, что к этому моменту Адам уже был женат. По мнению современных историков, его женой стала Агнесса Омальская, дочь Стефана де Блуа, графа Омальского. В 1138 году графом Йорка и бароном Холдернесса стал Вильгельм Омальский, брат Агнессы, проявивший себя во время битвы штандартов. Поскольку Адам и его отец также играли значительную роль в победе англичан, то союз между двумя влиятельными йоркширскими семьями был обоснован. Вероятно брак был заключён вскоре после битвы, в качестве приданого Агнесса принесла Адаму несколько поместий в Холдернессе. Также у обоих семей были общие интересы в Нормандии, поскольку графы Омальские владели землями в Котантене, где были и родовые владения Брюсов. Но при этом владения Адама в Йоркшире несли убытки из-за гражданской войны, а ранняя смерть Адама и малолетство его наследника имело пагубные последствия для баронии Скелтон, поскольку Вильгельм Омальский старался увеличить свою власть в регионе за счёт более мелких баронов, в результате чего его считали «истинным королём за пределами Хамбера».
Адам умер около 1143 года. Его наследником стал малолетний сын Адам II.

## Брак и дети
В первичных источниках имя жены Адама не указывается. Поздние исследователи считают, что женой Адама была Агнесса Омальская, дочь Стефана де Блуа, графа Омальского, и Авизы де Мортимер. Это предположение основано на сообщении рукописной истории об основании аббатства Мелс, где указывается, что Ангесса Омальская была выдана замуж за Питера де Брюса, что имеет хронологическую проблему. Единственный Питер де Брюс, который известен в этот временной период — младший брат Роберта I, но если он в это время был жив, то ему было достаточно много лет. Поэтому либо Агнесса была его второй женой, либо рукопись перепутала Питера де Брюса с его племянником Адамом. Существовала также версия, что женой Адама могла быть родственница рода Перси. Дети:
- Адам II де Брюс (умер в 1196/1200), феодальный барон Скелтона примерно с 1143 года[7].

После смерти мужа Агнессу выдали замуж за Вильгельма II де Румара.